# Liste von Sakralbauten in Mannheim
Die Liste von Sakralbauten in Mannheim umfasst die Kirchen, Moscheen und Synagogen in Mannheim, die architektonisch von Bedeutung sind. Die evangelischen Kirchen gehören zum Kirchenbezirk Mannheim in der Evangelischen Landeskirche in Baden, die römisch-katholischen zum Stadtdekanat Mannheim im Erzbistum Freiburg, die neuapostolischen zum Kirchenbezirk Mannheim in der Neuapostolischen Kirche Süddeutschland.
An zehn römisch-katholischen Kirchen war der Architekt Ludwig Maier beteiligt, an neun Heinz Heß. Sechs evangelische Kirchen entstanden nach den Plänen von Hermann Behaghel.

## Sakralbauten
Die Liste kann sortiert werden nach Kirchenname, Stadtteil, Konfession, Architekt und Baujahr (mehrere Jahreszahlen bei umfassenden Erweiterungen). Die Nummern in der ersten Spalte entsprechen den Nummern auf dem nach der Liste folgenden Stadtplan.
| #  | Name                                              | Stadtteil         | Konf.               | Architekt                                                                | Jahr                | Abbildung |
| -- | ------------------------------------------------- | ----------------- | ------------------- | ------------------------------------------------------------------------ | ------------------- | --------- |
| 1  | Lukaskirche (profaniert im Oktober 2024)          | Almenhof          | ev.                 | Carlfried Mutschler                                                      | 1967                |           |
| 2  | Maria-Hilf-Kirche                                 | Almenhof          | r.-k.               | Albert Boßlet, Erwin van Aaken                                           | 1954                |           |
| 3  | Markuskirche                                      | Almenhof          | ev.                 | Max Schmechel                                                            | 1938                |           |
| 4  | Jonakirche                                        | Blumenau          | ev.                 | Helmut Striffler                                                         | 1961                |           |
| 5  | St. Michael                                       | Blumenau          | r.-k.               | Heinz Heß                                                                | 1971                |           |
| 6  | Immanuelkirche                                    | Casterfeld        | ev.                 | Gerhard Hauß, Hans Richter                                               | 1982                |           |
| 7  | Neuapostolische Kirche Rheinau                    | Casterfeld        | neuap.              | Veit Schwahn                                                             | 2000                |           |
| 8  | St. Konrad                                        | Casterfeld        | r.-k.               | Heinz Heß                                                                | 1964, 1982          |           |
| 9  | Epiphaniaskirche                                  | Feudenheim        | ev.                 | Albrecht Lange, Hans Mitzlaff                                            | 1965                |           |
| 10 | Johanneskirche                                    | Feudenheim        | ev.                 | Hermann Behaghel                                                         | 1889                |           |
| 11 | St. Peter und Paul                                | Feudenheim        | r.-k.               | J. Hertling, Hans Rolli                                                  | 15. Jh., 1787, 1956 |           |
| 12 | Johannes-Calvin-Kirche                            | Friedrichsfeld    | ev.                 | Hermann Behaghel                                                         | 1902                |           |
| 13 | Neuapostolische Kirche Friedrichsfeld             | Friedrichsfeld    | neuap.              |                                                                          | 1959                |           |
| 14 | St. Bonifatius                                    | Friedrichsfeld    | r.-k.               | Ludwig Maier                                                             | 1899                |           |
| 15 | Erlöserkirche                                     | Gartenstadt       | ak.                 | Werner Zimmer                                                            | 1937                |           |
| 16 | Gnadenkirche                                      | Gartenstadt       | ev.                 | Otto Bartning, Helmuth Thoma                                             | 1949, 1954          |           |
| 17 | Neuapostolische Kirche Gartenstadt                | Gartenstadt       | neuap.              | Markus Rößle                                                             | 2007                |           |
| 18 | St. Elisabeth                                     | Gartenstadt       | r.-k.               | Fridolin Bosch                                                           | 1937                |           |
| 19 | Heilig-Kreuz-Kirche (profaniert)                  | Hochstätt         | r.-k.               | Heinz Heß                                                                | 1974                |           |
| 20 | Hauptsynagoge                                     | Innenstadt        | jüd.                | Ludwig Lendorff                                                          | 1855                |           |
| 21 | Jesuitenkirche                                    | Innenstadt        | r.-k.               | Alessandro Galli da Bibiena, Franz Wilhelm Rabaliatti, Nicolas de Pigage | 1760                |           |
| 22 | Konkordienkirche                                  | Innenstadt        | ev.                 | Johann Peter Wachter                                                     | 1717, 1893          |           |
| 23 | Lemle-Moses-Klaus-Synagoge                        | Innenstadt        | jüd.                | Wilhelm Manchot                                                          | 1887                |           |
| 24 | Schlosskirche                                     | Innenstadt        | ak.                 | Johann Clemens Froimon, Guillaume d’Hauberat                             | 1731                |           |
| 25 | Spitalkirche                                      | Innenstadt        | r.-k.               | Johann Faxlunger, Peter Anton von Verschaffelt                           | 1788                |           |
| 26 | St. Sebastian                                     | Innenstadt        | r.-k.               | Johann Jakob Rischer                                                     | 1713                |           |
| 27 | Synagoge                                          | Innenstadt        | jüd.                | Karl Schmucker                                                           | 1987                |           |
| 28 | Trinitatiskirche                                  | Innenstadt        | ev.                 | Helmut Striffler                                                         | 1959                |           |
| 29 | Hafenkirche                                       | Jungbusch         | ev.                 | Max Schmechel                                                            | 1953                |           |
| 30 | Liebfrauenkirche                                  | Jungbusch         | r.-k.               | Johannes Schroth                                                         | 1903, 1909          |           |
| 31 | Yavuz-Sultan-Selim-Moschee                        | Jungbusch         | musl.               | Mehmed Bedri Sevinçoy                                                    | 1995, 2005          |           |
| 32 | Auferstehung-Christi-Kirche                       | Käfertal          | rumän.-orth.        | Klaus Klimmer                                                            | 2011                |           |
| 33 | Auferstehungskirche                               | Käfertal          | ev.                 | Christian Schrade                                                        | 1936                |           |
| 34 | St. Laurentius                                    | Käfertal          | r.-k.               | Johann Friedrich Dyckerhoff                                              | 1835                |           |
| 35 | Philippuskirche                                   | Käfertal          | ev.                 | Wolfgang Handreck                                                        | 1963                |           |
| 36 | St.-Hildegard-Kirche (profaniert im Oktober 2024) | Käfertal          | r.-k.               | Heinz Heß                                                                | 1961                |           |
| 37 | St. Lioba                                         | Käfertal          | r.-k.               | Richard Jörg, Herbert Zinser                                             | 1961                |           |
| 38 | Unionskirche                                      | Käfertal          | ev.                 | G.F. Schaefer                                                            | 1818                |           |
| 39 | Johanniskirche                                    | Lindenhof         | ev.                 | Curjel & Moser                                                           | 1904                |           |
| 40 | St. Josef                                         | Lindenhof         | r.-k.               | Ludwig Maier, Josef Kuld                                                 | 1907                |           |
| 41 | Kreuzerhöhungskirche                              | Luzenberg         | griechisch-orthodox | Heinz Heß                                                                | 1966                |           |
| 42 | Ehsan-Moschee                                     | Neckarau          | musl.               |                                                                          | 2010                |           |
| 43 | Matthäuskirche                                    | Neckarau          | ev.                 | Hermann Behaghel                                                         | 1893                |           |
| 44 | St.-Jakobus-Kirche                                | Neckarau          | r.-k.               | Ludwig Maier                                                             | 1760, 1907          |           |
| 45 | Hoffnungskirche                                   | Neckarstadt-Ost   | ev.-freik.          | Siegfried Brouwer                                                        | 1961                |           |
| 46 | Melanchthonkirche                                 | Neckarstadt-Ost   | ev.                 | Wilhelm Würth, Martin Rudolf, Nicolaus Staniek                           | 1923, 1997          |           |
| 47 | Neuapostolische Kirche Neckarstadt                | Neckarstadt-Ost   | neuap.              | Wilhelm Würth                                                            | 1930                |           |
| 48 | St. Bernhard                                      | Neckarstadt-Ost   | r.-k.               | Josef Freienstein                                                        | 1961                |           |
| 49 | Herz-Jesu-Kirche                                  | Neckarstadt-West  | r.-k.               | Ludwig Maier, Josef Kuld                                                 | 1904                |           |
| 50 | Lutherkirche                                      | Neckarstadt-West  | ev.                 | Emil Döring                                                              | 1906                |           |
| 51 | Paul-Gerhardt-Kirche                              | Neckarstadt-West  | ev.                 | Gerhard Schlegel, Reinhold Kargel                                        | 1961                |           |
| 52 | St.-Michael-Kirche                                | Neckarstadt-West  | ev.-luth.           |                                                                          | 1961                |           |
| 53 | St. Nikolaus                                      | Neckarstadt-West  | r.-k.               | Hermann Otto Künkel                                                      | 1932                |           |
| 54 | Gemeindezentrum Neuhermsheim                      | Neuhermsheim      | ev.                 | Netzwerk-Architekten                                                     | 2007                |           |
| 55 | Maria-Königin-Kirche                              | Neuhermsheim      | r.-k.               | Werner Wolf-Holzäpfel, Ludwig Fleige                                     | 1991                |           |
| 56 | St. Pius                                          | Neuostheim        | r.-k.               | Hans Rolli                                                               | 1956                |           |
| 57 | Thomaskirche                                      | Neuostheim        | ev.                 | Christian Schrade                                                        | 1950                |           |
| 58 | Christuskirche                                    | Oststadt          | ev.                 | Theophil Frey, Christian Schrade                                         | 1911                |           |
| 59 | Heilig-Geist-Kirche                               | Oststadt          | r.-k.               | Ludwig Maier                                                             | 1903                |           |
| 60 | Pfingstbergkirche                                 | Pfingstberg       | ev.                 | Carlfried Mutschler                                                      | 1963                |           |
| 61 | St. Theresia                                      | Pfingstberg       | r.-k.               | Heinz Heß                                                                | 1961                |           |
| 62 | St. Antonius                                      | Rheinau           | r.-k.               | Hans Rolli, Heinz Heß                                                    | 1957, 1960          |           |
| 63 | Versöhnungskirche                                 | Rheinau           | ev.                 | Helmut Striffler                                                         | 1965                |           |
| 64 | Martinskirche                                     | Rheinau-Süd       | ev.                 | Fritz Henning                                                            | 1967                |           |
| 65 | St. Johannes                                      | Rheinau-Süd       | r.-k.               | Heinz Heß                                                                | 1986                |           |
| 66 | Dreifaltigkeitskirche                             | Sandhofen         | ev.                 | Ludwig Franck-Marperger                                                  | 1854                |           |
| 67 | Jakobuskirche                                     | Sandhofen         | ev.                 | Wolfgang Handreck                                                        | 1969                |           |
| 68 | Neuapostolische Kirche Sandhofen                  | Sandhofen         | neuap.              |                                                                          |                     |           |
| 69 | St. Bartholomäus                                  | Sandhofen         | r.-k.               | Ludwig Maier                                                             | 1896                |           |
| 70 | Emmauskirche                                      | Schönau           | ev.                 | Max Schmechel                                                            | 1953                |           |
| 71 | Gut-Hirten-Kirche                                 | Schönau           | r.-k.               | Hans Rolli                                                               | 1953, 1959          |           |
| 72 | Neuapostolische Kirche Schönau                    | Schönau           | neuap.              |                                                                          | 1959                |           |
| 73 | Stephanuskirche                                   | Schönau           | ev.                 | Wilhelm Stubbe                                                           | 1967, 1993          |           |
| 74 | Friedenskirche                                    | Schwetzingerstadt | ev.                 | Emil Döring                                                              | 1906                |           |
| 75 | St. Peter                                         | Schwetzingerstadt | r.-k.               | Hermann Otto Künkel                                                      | 1929                |           |
| 76 | Erlöserkirche                                     | Seckenheim        | ev.                 | Hermann Behaghel                                                         | 1869                |           |
| 77 | Neuapostolische Kirche Seckenheim                 | Seckenheim        | neuap.              |                                                                          |                     |           |
| 78 | St.-Aegidius-Kirche                               | Seckenheim        | r.-k.               | Ludwig Maier                                                             | 1906                |           |
| 79 | Magdalenenkapelle                                 | Straßenheim       | r.-k.               |                                                                          | 13. Jh., 18. Jh     |           |
| 80 | Gemeindezentrum Vogelstang                        | Vogelstang        | ev.                 | Carlfried Mutschler                                                      | 1968                |           |
| 81 | Neuapostolische Kirche Vogelstang                 | Vogelstang        | neuap.              |                                                                          | 1975                |           |
| 82 | Zwölf-Apostel-Kirche                              | Vogelstang        | r.-k.               | Heinz Heß                                                                | 1969                |           |
| 83 | Gethsemanekirche (profaniert im Oktober 2024)     | Waldhof           | ev.                 | Helmut Striffler                                                         | 1966                |           |
| 84 | Pauluskirche                                      | Waldhof           | ev.                 | Hermann Behaghel, Max Schmechel                                          | 1907                |           |
| 85 | St. Franziskus                                    | Waldhof           | r.-k.               | Ludwig Maier                                                             | 1907                |           |
| 86 | Christ-König-Kirche                               | Wallstadt         | r.-k.               | Ludwig Maier                                                             | 1914                |           |
| 87 | Petruskirche                                      | Wallstadt         | ev.                 | Hermann Behaghel                                                         | 1871                |           |
| 88 | Kreuzkirche                                       | Wohlgelegen       | ev.                 | Jakob Friedrich Morkel                                                   | 1934, 1958          |           |
| 89 | St. Bonifatius                                    | Wohlgelegen       | r.-k.               | Ludwig Maier                                                             | 1914                |           |

## Stadtplan

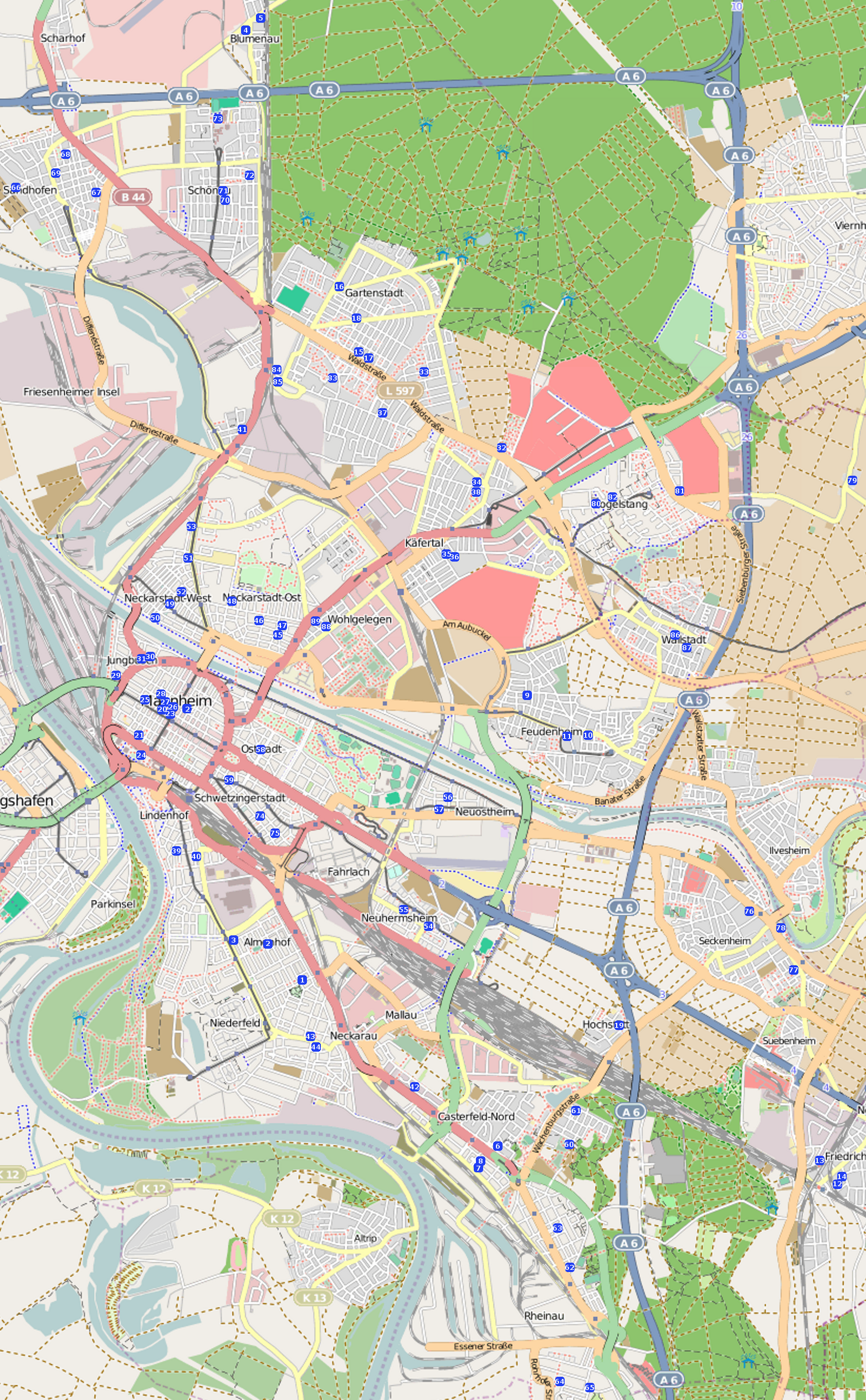
Stadtplan Mannheims mit den Sakralbauten